# 三菱自動車京都ダイヤフェニックス
三菱自動車京都ダイヤフェニックス（みつびしじどうしゃきょうとダイヤフェニックス）は、京都府京都市に本拠地を置き、日本野球連盟に所属する社会人野球のクラブチームである。練習グラウンドは、三菱自動車工業パワートレイン製作所京都工場内にある三菱自動車グラウンドを使用している。

## 概要
1961年、三菱自動車工業の京都工場で創部した企業チームの『三菱自動車京都硬式野球部』を前身としている。
1970年、都市対抗野球に初出場を果たした。
1976年に日本選手権に初出場すると、5回目の出場となった1995年の日本選手権では準優勝となった。
2002年、三菱自動車工業のスポーツ支援体制の見直しに伴い、シーズン終了をもって廃部となった。
2007年11月末、三菱自動車京都時代に監督を務めた川中彰や同OBらが集まり、クラブチームの『京都ダイヤフェニックスBC』として活動を開始する。初代監督にはOBの塚田邦義、顧問には川中彰が就任した。2008年3月26日付けで、日本野球連盟に登録が承認され、公式戦への出場も可能になった。
2009年より、倉敷オーシャンズ（旧：三菱自動車水島）、京都ダイヤフェニックスBCのチーム名に「三菱自動車」の名を入れることが三菱自動車本社に認められた。同年2月17日付けで、正式に『三菱自動車京都ダイヤフェニックス』に改称した。

## 設立・沿革
三菱自動車京都
- 1961年 - 三菱自動車工業の京都工場で『三菱自動車京都』として創部
- 1970年 - 都市対抗野球に初出場（1回戦敗退）。
- 1976年 - 日本選手権に初出場（8強）。
- 1995年 - 日本選手権で準優勝。
- 2002年 - 母体のスポーツ支援体制の見直しに伴い、シーズン終了後に廃部。

三菱自動車京都ダイヤフェニックス（前身の京都ダイヤフェニックスBCを含む）
- 2008年 - 三菱自動車京都のOBたちが集まり、クラブチームの『京都ダイヤフェニックスBC』として創部。
- 2009年 - チーム名を『三菱自動車京都ダイヤフェニックス』に改称。

## 主要大会の出場歴・最高成績
三菱自動車京都
- 都市対抗野球大会 - 出場9回、8強1回（1971年）
- 社会人野球日本選手権大会 - 出場9回、準優勝1回（1995年）

三菱自動車京都ダイヤフェニックス
- 全日本クラブ野球選手権大会 - 出場1回

## 主な出身プロ野球選手
- 森谷昭（内野手） - 1978年ドラフト外で読売ジャイアンツに入団
- 上坂嘉彦（投手） - 1979年ドラフト外で南海ホークスに入団
- 伊藤智仁（投手） - 1992年ドラフト1位でヤクルトスワローズに入団
- 竹清剛治（投手） - 1996年ドラフト2位で千葉ロッテマリーンズに入団
- 八馬幹典（内野手） - 1999年ドラフト8位で横浜ベイスターズに入団

## かつて在籍していた選手
- 岡田彬（捕手） - 1963年 - 1970年に選手兼任監督としてプレー
- 松本安司（外野手） - ソウルオリンピック日本代表